# Keohwa
Keohwa – były południowokoreański producent samochodów terenowych z siedzibą w Seulu działający w latach 1974–1984.

## Historia
W 1974 pozostałości po przejętym przez General Motors przedsiębiorstwie Shinjin Motors nawiązało odrębną współpracę z koncernem American Motors, rozpoczynając lokalną produkcję modeli należącego wówczas do tego konglomeratu Jeepa jako Shinjin Jeep Automobile Industry Co., Ltd. Po tym, jak w 1981 roku z joint venture wycofali się Amerykanie, spółka przyjęła nazwę Keohwa i rozpoczynając produkcję pojazdów na uzyskanej licencji pod własną marką.
Z rokiem 1983 roku Keohwa zdecydowała się przemianować model CJ na Keohwa Korando. Rok później, w 1984, Keohwa, Ltd. zostało przejęte przez inne przedsiębiorstwo, Dong-A Motors, które zdecydowało się przemianować model Korando na własną markę.

## Modele samochodów

### Historyczne
- CJ (1981–1983)
- M715 (1981–1984)
- Korando (1983–1984)